# Рерих, Константин Фёдорович
Константин Фёдорович Рерих (Константин Кристоф Трауготт Глауберт Рёрих, нем. Constantin Christoph Traugott Glaubert Roerich; 1837—1900) — нотариус Санкт-Петербургского окружного суда, отец Н. К. Рериха.

## Биография
Родился 1 июля 1837 года в Паплакском имении Курляндской губернии. Внебрачный сын Фридриха Рериха (Friedrich Roerich), управляющего поместьем барона Иоганна фон дер Роппа в Паплаке и горничной этого поместья — Шарлотты Констанции Шушел (Charlotte Constantia Schuhschel). При крещении 7 июля 1837 года получил имя Константин Кристоф Траугот Глауберт Шушел (Constantin Cristoph Traugott Glaubert Schuhschel).
В 1849 году, по прошению барона Роппа, стал воспитанником (пансионером) в Технологическом институте в Санкт-Петербурге и, получив к маю 1855 года гимназическое образование, с 9 июля 1855 года по октябрь 1858 года работал кассиром и бухгалтером на фабрике военного обмундирования императорского двора в Петербурге. В октябре 1858 года поступил на службу в Главное общество Российских железных дорог, где прослужил рисовальщиком, счетоводом, старшим счетоводом до декабря 1867 года. В 1863 году, уплатив в Газенпоте налог купца 2-й гильдии, сменил сословие, оставаясь на прежней службе.
В ноябре 1867 года подал прошение об увольнении со службы в Главном обществе Российских железных дорог. Сдав экзамен, с 1 декабря 1867 года стал нотариусом Санкт-Петербургского окружного суда, — в то время для этой работы не было обязательным иметь юридическое образование. В 1872 году приобрёл на имя жены имение Извара в Царскосельском уезде Санкт-Петербургской губернии, в приходе Петропавловской церкви села Грызово. После того, как в 1879 году в селе сгорела деревянная церковь, его усердием за месяц был оборудован новый храм, устроенный в каменном амбаре. Позднее стал председателем приходского попечительства. С 1873 года семья переехала в дом на Университетской набережной, 25, где располагались квартира и помещение нотариальной конторы. Работал нотариусом до 24 сентября 1898 года, когда приказом старшего председателя Санкт-Петербургской Судебной Палаты был, согласно прошению, уволен от должности.
Был членом Вольно-экономического общества, петербургского Общества имени Тараса Шевченко. В его квартире бывали Д. И. Менделеев, Д. Л. Мордовцев, Н. И. Костомаров, С. А. Андреевский, К. Ф. Голстунский, А. М. Позднеев, А. В. Советов и другие известные учёные, профессора и преподаватели.
Похоронен на Смоленском православном кладбище (уч. 144, Финляндская дорожка).

## Семья
С 16 октября 1860 года состоял в браке с Марией Васильевной Калашниковой. Их дети:
- Леонид (1863[9]–1864[10]), умер в младенчестве от скарлатины
- Лидия (1867[11]–1943), в замужестве Озерова
- Евгения (1870[12]–1870), прожила 48 часов и умерла «от недоноса»
- Николай (1874–1947)
- Константин (1876[13]–1876), прожил 46 дней, умер от воспаления
- Мария (1877[14]–1877[15]), умерла через полчаса после рождения, недоношенная
- Владимир (1882–1951)
- Борис (1885–1945)